# SM U-10
El SM U-10, SM en alemany per: "Seiner Majestät" (en català : La seva Majestat) i U de Unterseeboot (en català: Submarí), que tot junt seria Submarí de sa Majestat,, era un dels 329 U-Boots de l'Imperi Alemany que van servir en la [[[Marina Imperial Alemanya]] durant la Primera Guerra Mundial.

## Historial de servei
El U-10 va ser part de la 1ª Flotilla, i va estar operant en el Atlàntic<, on va participar en la [[[Primera Batalla de l'Atlàntic]].

## Pèrdua
Va ser enfonsat en el 30 de juny de 1916, després de probablement detonar una mina naval en el golf de Finlàndia. Tota la tripulació va morir.

## Operacions
Durant les seves operacions durant la Primera Guerra Mundial en la Marina Imperial d'Alemanya, el S-10 va enfonsar a 7 vaixells mercants.
En el 31 de març de 1915, va enfonsar el vaixell noruec] Nor, de 544 tones.
En l'1 d'abril de 1915, va enfonsar els vaixells britànics Gloxinia, Jason i Nellie, de 145, 176 i 109 tones respectivament.
El 5 d'abril de 1915 va enfonsar el vaixell britànic Acantha de 322 tones.
El 28 d'abril de 1915 va enfonsar el vaixell britànic Lilydale de 129 tones.
El 6 de novembre de 1915 va enfonsar el vaixell finlandés Birgit de 226 tones.